# ジュネーヴ・モスク
ジュネーヴ・モスク（フランス語:La mosquée de Genève） は、モスク・プチ・サコネ (英語:Mosque Petit-Saconnex) としても知られる、1978年に完成した、スイス、ジュネーヴのプチ・サコネ地区のモスクである。
このモスクは、サウジアラビア王のハーリド・ビン・アブドゥルアズィーズとスイス連邦大統領のウィッリ・リッチャートによって創設され、スイス最大のモスクとなっている。建物は、1,500人の信者を収容できる。モスクのイマームは、Yahya Basalamah。